# کیارا تابانی
کیارا تابانی (ایتالیایی: Chiara Tabani؛ زادهٔ ۲۷ اوت ۱۹۹۴) بازیکن واترپلو زن اهل ایتالیا است.
وی در مسابقات کشوری و بین‌المللی در مجموع برندهٔ ۱ مدال نقره، ۲ مدال برنز شده‌است.